# Sheila Young
Sheila Grace Young, född 14 oktober 1950 i Birmingham i Michigan, är en amerikansk före detta skridskoåkare.
Young blev olympisk guldmedaljör på 500 meter vid vinterspelen 1976 i Innsbruck.